# Félix Gaudin
Félix Gaudin (* 10. Februar 1851 in Paris; † 15. September 1930 in Châtenoy-le-Royal) war ein französischer Glasmaler und Mosaikkünstler.

## Clermont-Ferrand
Félix Gaudin befand sich 1877 beim Militärdienst in Clermont-Ferrand und als er im August 1879 ein größeres Erbe erhielt, kaufte er in dieser Stadt die Glasmalerei von Émile Thibault (Cours Sablon Nr. 55), die 12 Beschäftigte hatte. Unter seiner Leitung wurde die Firma bald die größte Glasmalerei in Clermont-Ferrand. Er veröffentlichte Werbeanzeigen mit Bildern, damals ganz neu, und nahm an vielen in- und ausländischen Ausstellungen teil. In Clermont-Ferrand schuf seine Werkstatt viele Fenster der Kirche Notre-Dame-du-Port und die Mosaike im Mausoleum für Abbé Géraud Cluzel in der Kirche Saint-Joseph. Ebenso schuf er Fenster in der Südkapelle der Kathedrale Notre-Dame-de-l’Assomption.

## Paris

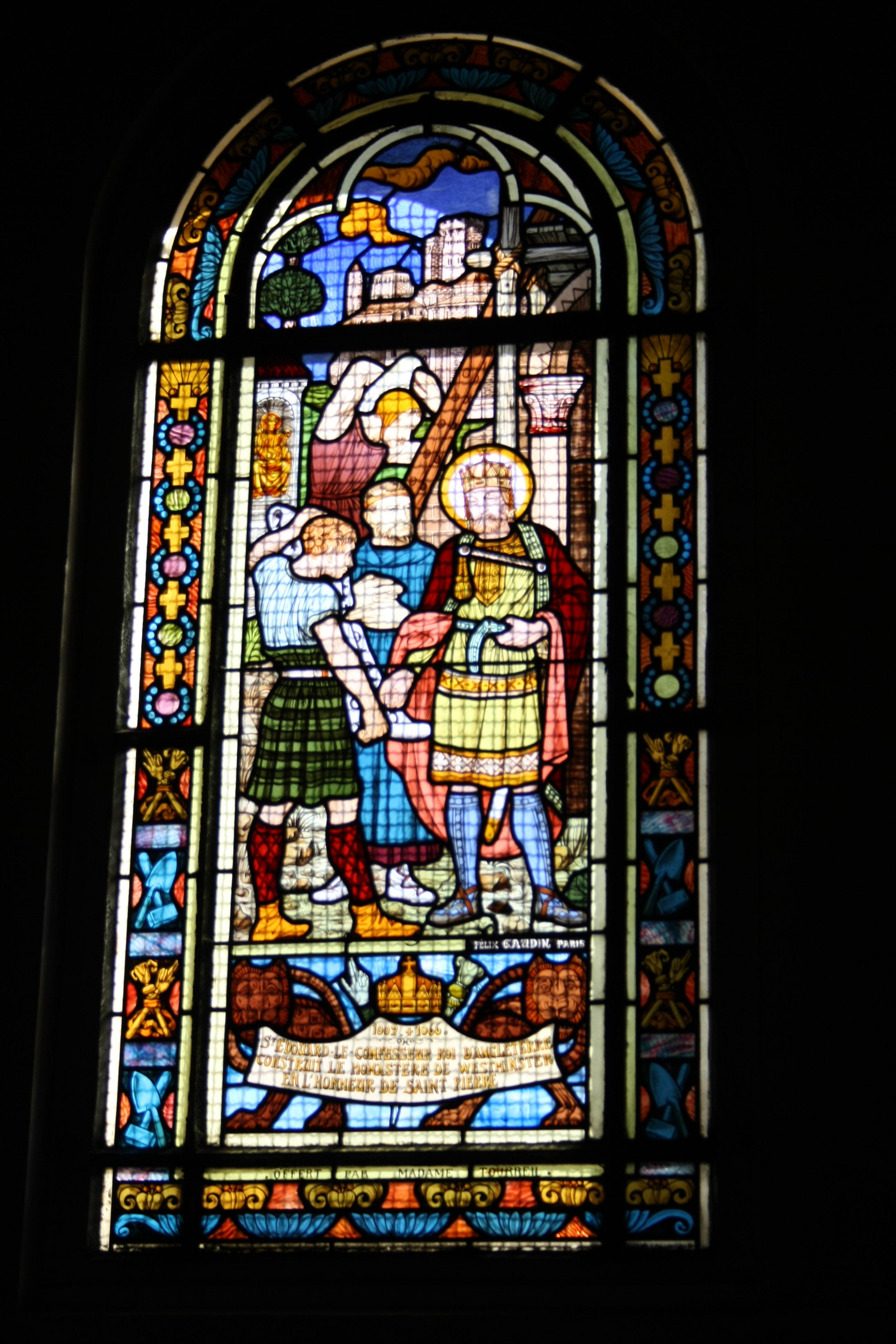
Fenster mit der Signatur von Félix Gaudin in der Kirche Saint-Honoré d’Eylau

Im Jahr 1890 kaufte Félix Gaudin in Paris eine Firma mit sechs Beschäftigten und beschloss 1892 sich ganz in Paris niederzulassen und die Firma in Clermont zu verkaufen. Er erhielt in Paris fast ausschließlich von Privatpersonen Aufträge, für deren Häuser er im Stil des Art Nouveau Bleiglasfenster fertigte. Seine Fenster in den Kirchen Saint-Honoré d’Eylau (im 16. Arrondissement von Paris) und Notre-Dame de la Gare (im 13. Arrondissement, diese Fenster wurden 1965 entfernt), waren seine einzigen Arbeiten in Pariser Kirchen.
Bei der Weltausstellung von 1900 in Paris erhielt er mehrere Auszeichnungen und heute sind noch Fenster von ihm in Nord- und Südamerika zu sehen, z. B. im Teatro Colón in Buenos Aires.
Den Auftrag für die Fenster der 1897 errichteten Kirche erhielt Félix Gaudin über den Architekten der Kirche Paul Marbeau. Die Kartons für die ersten Fenster mit Motiven des Erzengel Michaels und der Jeanne d’Arc stammen von Eugène Grasset, für vier weitere Fenster schuf sein Schüler Augusto Giacometti die Vorlagen. Für den Rest der 92 Bleiglasfenster schuf Raphaël Freida die Kartons. Von diesen 92 sind 48 historisierende Fenster, die von Heiligen berichten.
Sein Sohn Jean Gaudin übernahm 1909 das Atelier.